# サフランの取引と利用

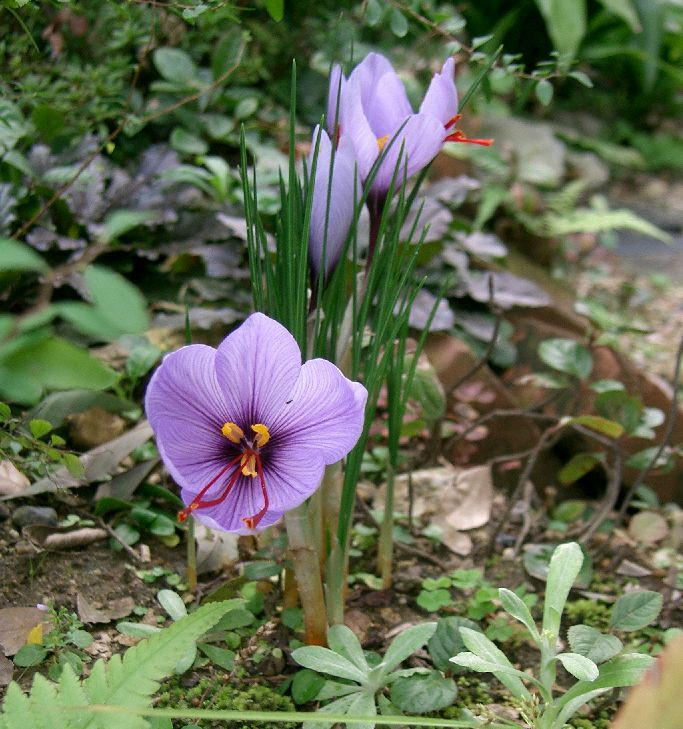
サフランの花（大阪府で撮影）

サフランは、3千年以上もの間に渡り調味料、香料、染料、医薬として使われ続けてきた。この記事では、そうした、サフランの取引と利用（サフランのとりひきとりよう）について解説する。
香辛料のサフランは、サフランの柱頭 （めしべの先端）から得られ、1グラムあたりでは最も高価な香辛料の1つである。めしべを乾燥した糸状のものには苦味があり、干草に似た香りがする。サフランは西南アジア原産であるが、最初に本格的に栽培されたのはギリシャである。サフランの最大生産国はイランであり、世界の総収穫量の半分を占める。
古代でも現代でも、飲食用に使われる場合がほとんどである。この習慣は、アフリカ、アジア、ヨーロッパへと広がっていった。南北アメリカでは焼き物、カレー、酒に使われた。古代には、サフランは医薬として、胃腸薬、ペスト、天然痘などに幅広く使われた。近代の臨床試験では、抗がん剤、老化防止にも効果がある可能性が示されている。また、サフランは織物などの染色にも使われた。その色は、多くの場合、宗教的や階級的に重要であるとされてきた。
サフランの栽培は、地中海南西部からカシミール、中国までのユーラシア大陸南部地帯で幅広く行われた。特にイラン、スペイン、インド、ギリシャが世界への供給源となった。アメリカ大陸では、ペンシルベニア州のシュヴェンクフェルト派の教会で栽培が始められた。近年では、ニュージーランド、オーストラリアタスマニア州、アメリカ合衆国カリフォルニア州でも栽培されている。

## 現在の交易状況
| 主要生産地域     |
| 主要生産国       |
| その他生産地域   |
| その他生産国     |
| 主な交易所(現在) |
| 主な交易所(過去) |

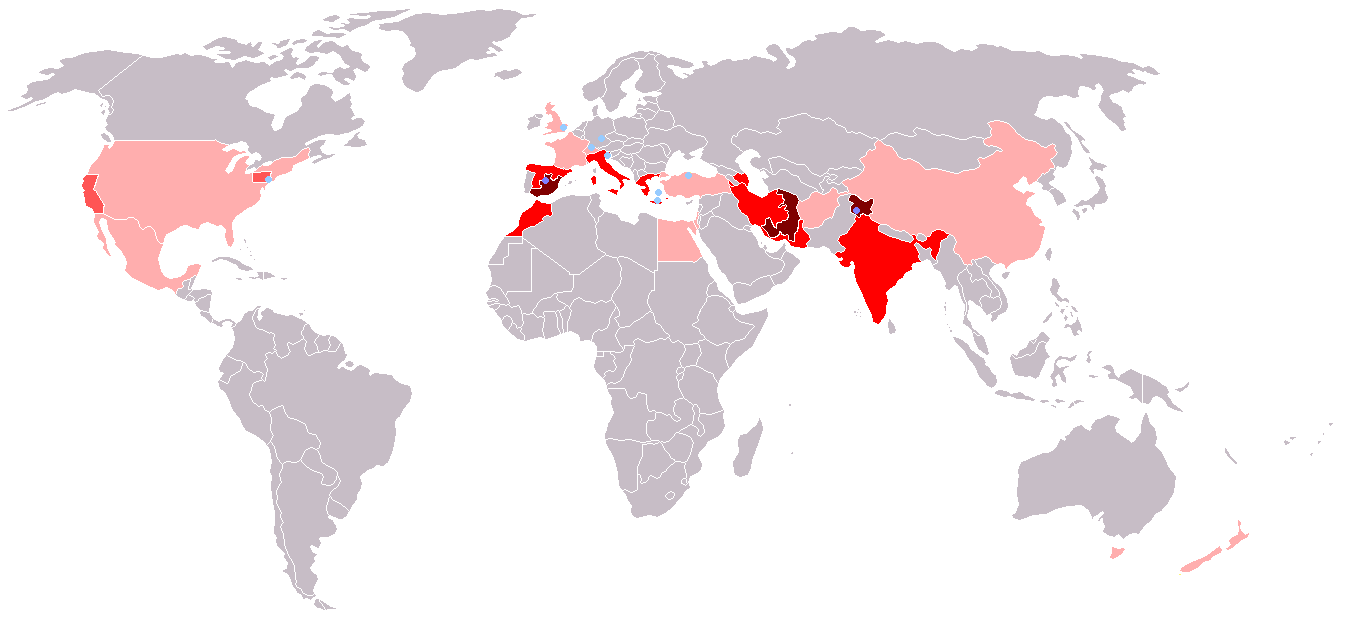
サフランの栽培状況:

サフランは、西は地中海から東はカシミールまでの広いベルト地帯で生産されている。その他の地域でも、南極大陸以外ではある程度生産されている。世界の年間生産高は、糸状・粉状を合わせて約3百トンである。この内、最高級とされる「クーペ(coupe)」の生産高は、1991年実績で50トンである。イラン、スペイン、インド、ギリシャ、アゼルバイジャン、モロッコ、イタリアの順に生産量が多く、イランとスペインだけで世界生産量の80%を占める。その他、オーストリア、イギリス、ドイツ、スイスなど中北部ヨーロッパでも生産されている。この内、スイスヴァレー州のムント村では、年間数キログラムしか収穫が無い 。このような極少量生産は、タスマニア（オーストラリア）、中国、エジプト、フランス、イスラエル、メキシコ、ニュージーランド、トルコ（特にサフランにちなんで名付けられたサフランボル）、カリフォルニア（アメリカ合衆国）、そしてイラン系アメリカ人によるアフリカ中部でも行われている。
サフランが高価なのは、多数の柱頭を手で摘み取るときに、熟練を必要とするからである。サフランの柱頭にだけ、あの独特の香りと味がある。その上、それを商取引するには、ある程度の量を確保しなければならない。1ポンド (0.45kg) の乾燥サフランを取るには、約5万本の花が必要で、その耕作面積はサッカーのフィールドと同じ位の面積（約60m角）が必要である。7万5千本が必要とする資料もある。これは、サフランの品種によって、柱頭の大きさが異なるためもある。しかも、収穫は、サフランの花が満開となる一時期に行わなければならない。1kgの乾燥サフランを得るには約40時間が必要であり、そのため収穫期には驚異的な忙しさとなる。例えばカシミールでは、何千もの農作業者が1週間から2週間の間、昼夜を通したシフト勤務で収穫を行う。

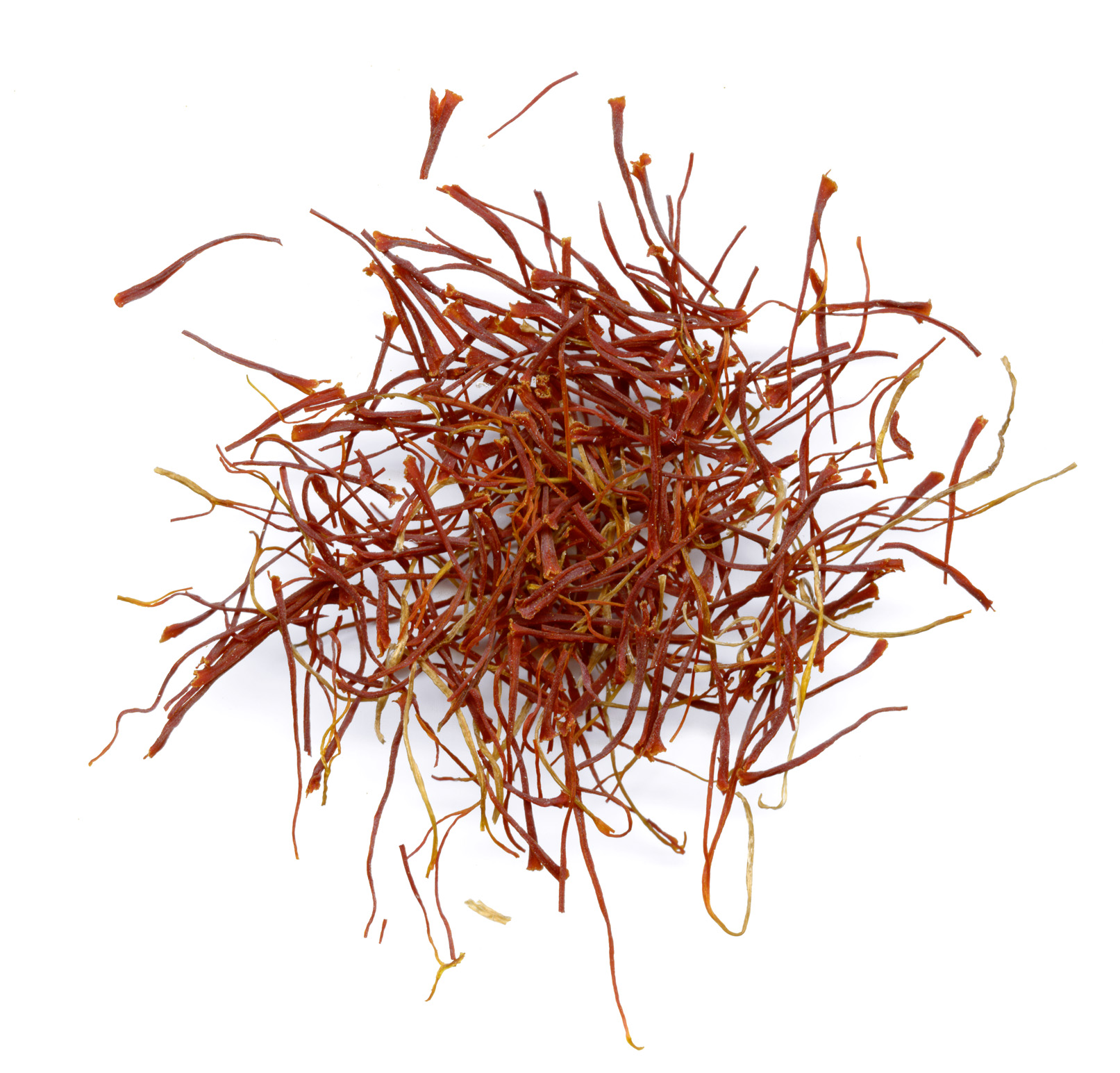
サフランの柱頭（赤い糸）に花柱（黄色）を混ぜたもの。イラン産。

採取した柱頭は、すぐに乾燥が必要であり、それを怠ると売り物にならなくなる。伝統的な乾燥方法では、細かい網の目の上に広げ、炭か木で加熱した30℃から35℃のオーブンの中に10時間から12時間入れる。乾燥後は、ガラス容器に密閉する。
通常のサフランは、おしべとめしべを混ぜたものである。おしべには香辛料の効果がなく、着色料の役割を果たす。色は黄色というよりも、赤かオレンジに近い。
比較的低級のサフランでも500米ドル/ポンド（1100ドル/kg）であり、西洋では1000米ドル/ポンドである。小売価格はその10倍になる。もっとも、どの用途でも必要な量は少しである。医薬として使われる場合は数グラム、料理に使う場合には糸数本分である。1ポンドあたりの糸数は、およそ7万から20万である。
良質のサフランを入手するには、熟練が必要である。糸が鮮やかな真紅をしており、わずかな潤いがあり、弾力があるものが上質である。逆に商人から敬遠されるのは、赤レンガ色をしているもの（古い）、ビンの底に粉があるもの（古く乾いて脆くなっている）である。このようなものは端境期の6月に多く出回る。小売業者が前年のものを売り切ろうとするからである。そのため、信頼できる卸業者は、必要な量だけ買うように勧める。端境期が年の途中にあるため、信頼できる卸業者・小売業者が取り扱うサフランには、「2002/2003」のように2年分の年が記入されている。この例は、2002年後半の収穫であることを意味する。

## 料理への応用
サフランが料理に使われるのは、インド、アラブ、中央アジア、ヨーロッパ、モロッコなどである。（ポルトガル料理、モロッコ料理、キューバ料理、メキシコ料理などを参照。）
その香りは調理師や料理評論家によって、ハチミツ、芝生、干草、金属などに例えられている。味は干草に例えられることが多いが、基本的には苦い。色は、黄かオレンジの蛍光色であり、同時に使われる食材もその色に染まる。
これらの特徴を生かすため、焼き物、チーズ、菓子類、カレー、酒、肉料理、スープなどに入れられる。インド、イラン、スペインなどでは、米料理によく使われる。
スペイン料理には、サフランの風味を付けたサフランライスが使われることが多い。例えば、香辛料を加えた米とひき肉で作られたバレンシア風パエリア、魚のシチューであるサルスエラなどの料理が有名である 。ファバダ（アストゥリアス風白いんげん豆の煮込み）にも使われる。フランス料理ではブイヤベース(マルセイユの魚のシチュー)、イタリア料理ではミラノ風リゾット、スウェーデンのパンの一種ルセカッテ(サフランバン)、それを模倣したイングランドコーンウォールのrevel bunにもサフランが使われる。

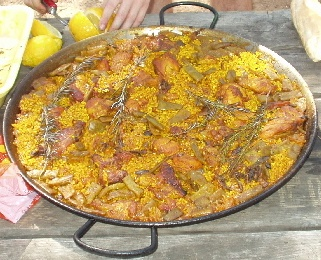
サフランはスペインのバレンシア風パエリアを構成する3つの主材料1つであり、その鮮やかな黄色の元でもある。

イラン人は、国民的一皿であるチェロウ・ケバブにサフランを使う。ウズベク人は結婚式に出されるプロフ(=ピラフ)にサフランを使う。モロッコ人は煮込料理タジンにサフランを使い、そのバリエーションにケフタ(kefta,トマトと肉団子)、ムクアリ(mqualli,シトロンとチキン)、ムロージア(mrouzia,プラムとアーモンドと子羊)がある。サフランはモロッコの混合香辛料チャラモーラの成分でもあり、さまざまなモロッコ料理の味付けに使われる。インド料理では米料理のビリヤーニー(Biryani)にサフランを使うこともある。例えばハイデラーバード・ビリヤーニーの一種パッキである。ミルクを使ったデザートに使われることもある。その例として、グラブ・ジャムン、クルフィ、ダブルカミータ、サフランラッシーなどがある。
サフランは高価なため、料理ではベニバナ、ウコンを混ぜるか、あるいは完全に代用させることも多い。共にサフランと似た色になるが、味は全く異なる。サフランは、特にイタリアで、菓子や酒に使われる。シャルトリューズ、イザラ、ストレガは、サフランで色と香りを付けた酒である。
サフランを調理済みの料理に加える場合には、料理に加える前に、砕いて、10分ほど水やシェリー酒に浸すとよい。すると、液にサフラン糸の色と味が抽出される。ただし粉状のサフランはそのまま使ったほうが良い。その抽出液を、暖かく調理された皿に加える。そうすれば、焼いて調理した料理や、濃いソースをかけた料理にもサフランの色と香りをつけることができる。

## 医薬としての利用

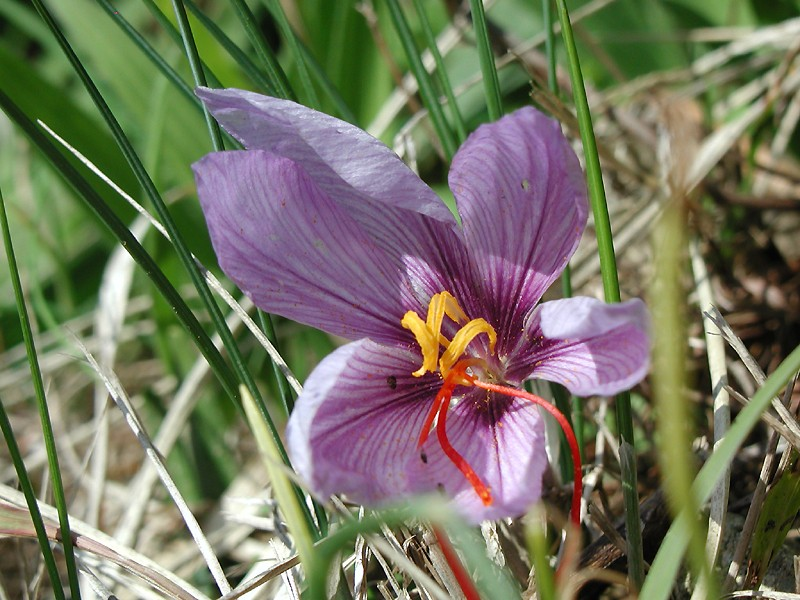
サフランの花

サフランのハーブ療法は、昔から民間医療に使われており、迷信も多く含まれている。まず、駆風剤（腸内のガスを取り、痛みを和らげる）、月経促進剤（骨盤血流を強化する）として使われた。中世ヨーロッパ人は、呼吸感染症や呼吸障害（例えば咳、風邪、猩紅熱、天然痘、癌、低酸素血、喘息）の治療に使った。また、血液疾患、不眠症、麻痺、心臓病、鼓腸、胃の不調と障害、痛風、慢性の子宮出血、生理痛、無月経（月経不順）、夜泣き、眼病などにも使われた。古代ペルシャ人、エジプト人は、サフランを媚薬、食中毒、胃炎、赤痢、麻疹の薬として使った。ヨーロッパの開業医は特徴説(Doctrine of Signatures)に基づいて、黄疸に対して同じ黄色であるサフランを治療に使っていた。
近年の研究では、サフランに含まれるクロシンなどのカロテノイドにより、抗癌性、抗変異原性、免疫調節機能を示すことが示唆された。クロシン類縁体であるジメチルクロセチンは、マウス腫瘍細胞やヒト白血病細胞に対し増殖抑制作用を示す。サフラン抽出物はマウスの腹水腫瘍、乳癌、扁平上皮癌の成長を遅らせ、軟部肉腫の発生率を低下させる。ジメチルクロセチンは、DNAがチミジンを取り込む過程で、II型DNAトポイソメラーゼに対し阻害作用を持つと推測する研究者もいる。つまりDNAの位相幾何学的な変換を抑制し、悪性細胞におけるDNAの合成や複製を抑制する作用がある。

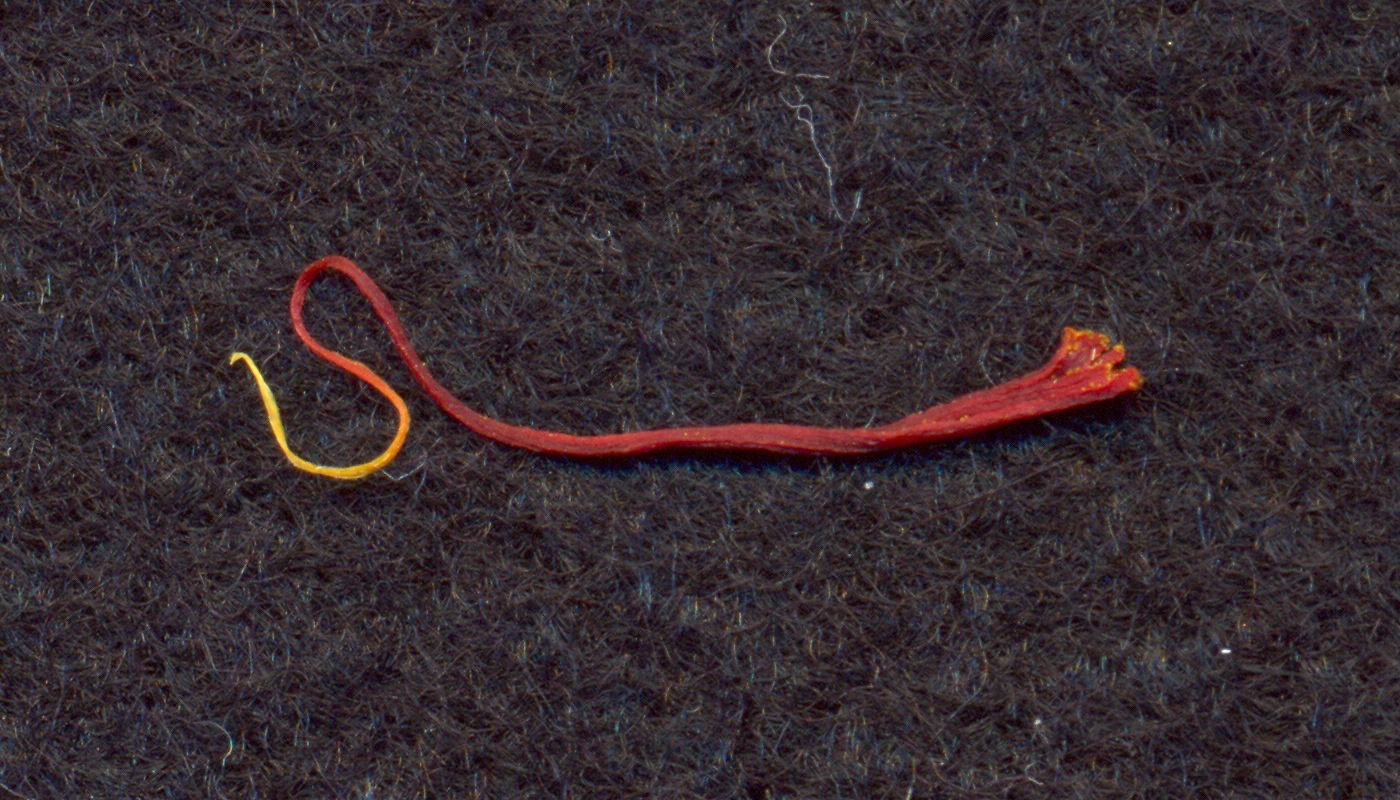
乾燥糸（柱頭）の拡大写真。実際の長さは約20mm。

悪性腫瘍に対するサフランの薬理学的効果は、in vitro（試験管内）およびin vivo（生体内）での研究が発表されている。その研究によると、サフランは、各種悪性腫瘍（ドルトンのリンパ腫腹水（DLA）、エールリッヒ腹水癌（EAC）、S-180肉腫）を移植したマウスの寿命を伸ばした。マウスの体重1kgあたり200mgのサフランエキスを経口で投与した場合、投与しないマウスに比べて寿命が111.0%、83.5%、112.5%となった。（これは無投与マウスと有意差があるとは言えないことに注意。）またサフランエキスは、培養されたDLA、EAC、P38B、S-180肉腫に対して細胞毒性を示す。このように、サフランは新しい癌治療薬の開発につながるシード化合物としての可能性がある。
傷の治療、制癌作用の他、酸化防止剤の役割も果たす。酸化防止剤はラジカルを中和するため、老化防止の効果も期待されている。例えば、サフランのメタノール抽出物は、高い比率でDPPHのラジカルを中和する。これは、サフランに含まれるサフラナールとクロシンが活発にプロトン供与体として作用するためである。500および1000ppmの濃度で、ラジカルの50%、65%が無効化された。なおサフラナールの作用はクロシンよりも小さかった。このような酸化防止特性により、医薬や化粧品、健康補助食品への応用が期待できる。ただし、サフランは毒性も高い。煎じ薬として与える場合、毒性の指標であるLD50は20.7g/kgである。

## 染料としての使用
サフランが高価であるにもかかわらず、特に中国とインドではサフランを繊維の染料として用いた。その色は不安定であり、当初は鮮やかなオレンジあるいは黄色を見せるが、すぐに褪色して青白くあるいはクリーム色になる。サフランのおしべは、少量でも明るい黄色あるいはオレンジ色を呈する。サフランの量を増やすと、濃い赤の色相となる。伝統的に、サフランによる染色は、上位階級専用であった。ヒンドゥー教、仏教の僧は、サフランで染色した朱と黄土色のローブをまとっていた。中世アイルランドやスコットランドでは、裕福な修道士がléineと呼ばれるサフランで染められた長い麻のシャツを着ていた。組織学では、顕微鏡観察用の細胞の染色に、ヘマトキシリン、フロキシン、サフランの混合物を利用したHPS染色法が使用される。
サフラン色を、安価な染料で呈色する試みもなされてきた。まず食品にはウコン、ベニバナなどが使われてきたが、サフランの明るい黄色がかった色を再現することはできなかった。その後、クチナシ属の一種で実にクロシンを含むものが見つかり、それをサフラン染料代替物として使用する研究が中国で行われている。

## 香料としての使用
ヨーロッパでは、糸状サフランはアロマオイルの一種crocinum(サフラン油)の原料として欠かせないものであった。crocinumはアルカネット (alkanet)、ドラゴンズブラッド、ワインなどから作られる。crocinumは髪につける香水として使われた。また、サフランとワインを混ぜた芳香剤がローマの劇場におびただしく使われた。